# Canale Revillagigedo
Il canale Revillagigedo è un fiordo in Alaska sud-orientale (Stati Uniti d'America).

## Dati fisici
Il canale Revillagigedo fa parte del mare dell'Alaska meridionale (Stati Uniti) nel Borough di Ketchikan Gateway vicino alla città di Ketchikan ed è compreso nell'area marittima Inside Passage e fa parte dell'Arcipelago Alessandro (Alexander Archipelago). Con un orientamento sud-est / nord-ovest, a nord bagna la parte meridionale dell'isola di Revillagigedo (Revillagigedo Islans), mentre a sud bagna l'isola di Annette e l'isola di Duke mentre a est lambisce la costa del continente americano. Sul canale si affaccia la Foresta Nazionale di Tongass (Tongass National Forest) e il parco Misty Fiords National Monument.

### Canali marini confinanti
Il canale Revillagigedo confina con i seguenti canali o bracci di mare:
- a nord:
  - Stretti di Tongass (Tongass Narrows) 55°17′39″N 131°35′18″W
  - Canale di Nichols (Nichols Passage) 55°16′47″N 131°36′08″W
- lato nord-est:
  - Insenatura di George (George Inlet) 55°18′39″N 131°30′27″W
  - Insenatura di Carroll (Carroll Inlet) 55°18′38″N 131°29′14″W
  - Insenatura di Thorne (Thorne Arm) 55°15′10″N 131°19′56″W
  - Canale di Behm (Behm Canal) 55°11′44″N 131°07′27″W
- lato est:
  - Fiordo della Boca de Quadra (Boca de Quadra) 55°04′27″N 131°00′20″W
- a sud: 
  - Baia di Nakat (Nakat Bay) 54°45′39″N 130°47′23″W
  - Entrata di Dixon (Dixon Entrance) 54°46′37″N 131°23′51″W
- lato ovest:
  - Stretto di Felice (Felice Strait) 55°08′28″N 131°15′46″W

### Isole bagnate dallo stretto
Nello stretto sono presenti le seguenti principali isole (da nord a sud):
| Nome dell'isola                   | Note                                                   | Coordinate             |
| --------------------------------- | ------------------------------------------------------ | ---------------------- |
| Isola di Spire (Spire Island)     | Si trova nella parte finale nord del canale lato ovest | 55°15′53″N 131°30′20″W |
| Isola di Cynthia (Cynthia Island) | Si trova nella parte finale nord del canale lato est   | 55°17′05″N 131°28′24″W |
| Isola di Bold (Bold Island)       | Si trova nella parte finale nord del canale al centro  | 55°15′08″N 131°25′42″W |
| Isola di Round (Round Island)     | Si trova a sud-est dell'isola di Bold                  | 55°14′58″N 131°23′04″W |
| Isola di Ham (Ham Island)         | Si trova nella parte centrale del canale lato ovest    | 55°10′25″N 131°20′46″W |
| Isola di Walker (Walker Island)   | Si trova ad est dell'isola di Ham                      | 55°11′17″N 131°19′37″W |
| Isola di Kelp (Kelp Island)       | Si trova all'entrata sud del canale lato ovest         | 54°52′00″N 131°16′35″W |

### Baie e insenature
Nel canale sono presenti le seguenti principali insenature:
- lato occidentale:

| Nome dell'insenatura                  | Note                           | Coordinate             |
| ------------------------------------- | ------------------------------ | ---------------------- |
| Baia di Nadzaheen (Nadzaheen Cove)[7] | Si trova sull'isola di Annette | 55°13′48″N 131°28′03″W |
| Baia di Morse (Morse Cove)[8]         | Si trova sull'isola di Duke    | 54°55′09″N 131°15′56″W |
- lato orientale:

| Nome dell'insenatura          | Note                                  | Coordinate             |
| ----------------------------- | ------------------------------------- | ---------------------- |
| Baia di Coho (Coho Cove)[9]   | Si trova sull'isola di Revillagigedo  | 55°16′11″N 131°22′09″W |
| Baia di Foggy (Foggy Bay)[10] | Si trova sulla parte continentale sud | 54°58′04″N 130°58′46″W |
| Baia di Nakat (Nakat Bay)[11] | Si trova sulla parte continentale sud | 54°46′59″N 130°46′22″W |

### Promontori
Nel canale sono presenti i seguenti promontori (da nord in senso orario):
- Isola di isola di Revillagigedo (Revillagigedo Islans):
  - Promontorio di Mountain (Mountain Point)[12] 55°17′39″N 131°32′19″W - Il promontorio, con una elevazione di 20 metri, segna l'entrata settentrionale del canale e separa gli stretti di Tongass (Tongass Narrows) dal insenatura di Carroll (Carroll Inlet).
  - Promontorio di Alava (Point Alava)[13] 55°11′37″N 131°11′06″W - Il promontorio, con una elevazione di 9 metri, segna l'entrata meridionale (lato nord) del canale Behm (Behm Canal).
- Parte continentale:
  - Promontorio di Sykes (Point Sykes)[14] 55°11′32″N 131°05′13″W - Il promontorio, con una elevazione di 13 metri, segna l'entrata meridionale (lato sud) del canale Behm (Behm Canal).
  - Promontorio di Quadra (Quadra Point)[15] 55°05′17″N 130°58′55″W - Il promontorio, con una elevazione di 41 metri, segna l'entrata meridionale (lato nord) del fiordo Boca de Quadra.
  - Promontorio di Kah Shakes (Kah Shakes Point)[16] 55°03′46″N 130°58′48″W - Il promontorio, con una elevazione di 47 metri, segna l'entrata meridionale (lato sud) del fiordo Boca de Quadra.
- Parte continentale - Penisola Ridge (Ridge Peninsula):
  - Promontorio di Kirk (Kirk Point)[17] 54°59′32″N 131°00′27″W - Il promontorio segna l'entrata settentrionale della baia di Foggy (Foggy Bay).
  - Promontorio di Foggy (Foggy Point)[18] 54°55′29″N 130°58′30″W - Il promontorio, con una elevazione di 3 metri, segna l'entrata meridionale della baia di Foggy (Foggy Bay).
  - Promontorio di Lakekta (Lakekta Point)[19] 54°51′28″N 130°56′56″W - Il promontorio ha una elevazione di 3 metri.
  - Promontorio di Humpy (Humpy Point)[20] 54°49′08″N 130°56′31″W
  - Promontorio di Tree (Tree Point)[21] 54°48′11″N 130°55′47″W - Il promontorio, con una elevazione di 3 metri, individua il punto più meridionale del canale.
- Isola di Duke (Duke Island): 
  - Promontorio di Duke (Duke Point)[22] 54°55′00″N 131°11′36″W - Il promontorio ha una elevazione di 17 m s.l.m..
  - Promontorio di Flag (Flag Point)[23] 54°57′59″N 131°14′46″W - Il promontorio ha una elevazione di 6,1 m s.l.m..
  - Promontorio di Grave (Grave Point)[24] 55°00′08″N 131°14′38″W - Si trova sul canale di Cat (Cat Passage)
- Isola di Mary (Mary Island): 
  - Promontorio di Edge (Edge Point)[25] 55°02′50″N 131°11′40″W - Il promontorio, situato nella parte meridionale dell'isola e con una elevazione di 7 m s.l.m., si trova sul canale di Danger (Danger Passage).
  - Promontorio di Winslow (Point Winslow)[26] 55°06′22″N 131°11′20″W - Il promontorio, situato nella parte settentrionale dell'isola, divide lo stretto di Felice (Felice Strait) dal canale di Revillagigedo.
- Isola di Ham (Ham Island):
  - Promontorio di Middy (Middy Point)[27] 55°10′09″N 131°19′36″W - Il promontorio, situato nella parte meridionale dell'isola, individua l'entrata nord dello stretto di Felice (Felice Strait).
- Isola di Annette (Annette Island):
  - Promontorio di Harbor (Harbor Point)[28] 55°12′57″N 131°24′51″W - Si trova di fronte all'isola di Bold (Bold Island) all'entrata della baia di Hassler (Hassler Harbor); il promontorio ha una elevazione di 2 m s.l.m..
  - Promontorio di Reef (Reef Point)[29] 55°14′58″N 131°28′32″W - Si trova di fronte all'isola di Bold (Bold Island).
  - Promontorio di Race (Race Point)[30] 55°16′59″N 131°33′56″W - Divide il canale di Revillagigedo dalla baia di Annette (Annette Bay); il promontorio ha una elevazione di 16 m s.l.m. - Questo promontorio individua la parte più settentrionale del canale.

## Storia
Il nome al canale venne dato in onore de Juan Vicente de Güemes Padilla Horcasitas y Aguayo conte di Revillagigedo viceré della Nuova Spagna.  Il nome fu conferito al canale dalla spedizione di Jacinto Caamaño del 1792.

## Accessi e turismo
Il canale si può raggiungere via mare (facilmente da Ketchikan) o via aerea (idrovolanti). Il faro di punta Tree (Tree Point Light - 54°48′10″N 130°56′02″W), posto all'ingresso sud, sulla terraferma, rappresenta un importante aiuto alla navigazione nel canale.

## Fauna
Nella fauna marina del canale si trovano: balene, leoni marini e aringhe (queste ultime molto numerose). Nel canale si pratica anche la pesca del salmone.